# WrestleMania Backlash (2022)
Cet article concerne l'édition 2022 du pay-per-view Backlash. Pour toutes les autres, voir Backlash.
Pour les articles homonymes, voir Backlash.
L'édition 2022 de WrestleMania Backlash est un Premium Live Event de catch (lutte professionnelle) produit par la World Wrestling Entertainment, une fédération de catch américaine qui est télédiffusée, visible en paiement à la séance sur le WWE Network. L'événement a eu lieu le 8 mai 2022 à la Dunkin' Donuts Center à Providence (Rhode Island). Il s'agit de la dix-septième édition de Backlash.

## Contexte
Les spectacles de la World Wrestling Entertainment (WWE) sont constitués de matchs aux résultats prédéterminés par les scénaristes de la WWE. Ces rencontres sont justifiées par des storylines - Une rivalité entre catcheurs, la plupart du temps ou par des qualifications survenue dans les shows de la WWE, telles que Raw et SmackDown. Tous les catcheurs possèdent des gimmicks c'est-à-dire qu'ils incarnent un personnage gentil (Face) ou méchant (Heel), qui évolue au fil des rencontres. Un événement comme WrestleMania Backlash est donc un événement tournant pour les différentes storylines en cours,.

## Tableau des matchs
| Ordre par numéros                                                                         | Résultat | Stipulation(s)                                              | Temps |
| ----------------------------------------------------------------------------------------- | --- | ----------------------------------------------------------- | ----- |
| 1                                                                                         | Cody Rhodes bat Seth "Freakin" Rollins                                                                              | Match simple                                                | 20:48 |
| 2                                                                                         | Omos (avec MVP) bat Bobby Lashley.                                                                                  | Match simple                                                | 8:51  |
| 3                                                                                         | Edge bat AJ Styles par soumission                                                                                   | Match simple Damian Priest est banni du ring.               | 15:18 |
| 4                                                                                         | Ronda Rousey bat Charlotte Flair (c) par soumission                                                                 | « I Quit » match pour le WWE SmackDown Women's Championship | 16:36 |
| 5                                                                                         | Madcap Moss bat Happy Corbin                                                                                        | Match simple                                                | 9:49  |
| 6                                                                                         | The Bloodline (Roman Reigns et The Usos) (avec Paul Heyman) battent RK-Bro (Randy Orton et Riddle) et Drew McIntyre | 6-Man Tag Team match                                        | 22:12 |
| La lettre C placée entre parenthèses désigne la personne ou l’équipe championne en titre. | |                                                             |       |

### Article annexes
- Liste des pay-per-views de la WWE
- WWE Backlash